# Paul Carell
Paul Carell, eigentlich Paul (Karl) Schmidt, seit dem 14. Januar 1984 Paul Schmidt-Carell (* 2. November 1911 in Kelbra; † 20. Juni 1997 in Rottach-Egern), war ein deutscher Diplomat, Journalist und Sachbuchautor. Im Zweiten Weltkrieg Pressechef des Außenministers Joachim von Ribbentrop und SS-Obersturmbannführer, arbeitete Carell in den 1950er Jahren als Journalist für Die Zeit und das Magazin Der Spiegel und ab den 1960er Jahren für verschiedene Publikationen des Axel Springer Verlags. Bis zum Tode Springers 1985 fungierte Carell als dessen persönlicher Berater und Sicherheitschef. In den 1960er Jahren wurde er mit Büchern über den Zweiten Weltkrieg zum Bestsellerautor, insbesondere zum als „Unternehmen Barbarossa“ bezeichneten Überfall auf die Sowjetunion, bei dem er die deutschen Angriffsvorbereitungen und die Vernichtungspolitik im Osten verschwieg und stattdessen den Angriff als Präventivkrieg rechtfertigte.

## Herkunft und Schulbildung
Paul Karl Schmidt wuchs in einfachen, aber gesicherten Verhältnissen bei seiner Mutter Henriette Schmidt im Haus seines Großvaters, des verwitweten Schuhmachermeisters Karl Schmidt, in der Kleinstadt Kelbra am Nordhang des Kyffhäusergebirges auf. Seine 1888 oder 1889 geborene Mutter hatte nach der Volksschule keinen Beruf erlernt, arbeitete als einfache Landarbeiterfrau und führte nach der Geburt Schmidts den 3-Personen-Haushalt mit ihrem Vater und Kind. Schmidts Vater war der ledige Tischler Paul Kießling, den der Junge „kaum kennengelernt“ hat. Nach 8 Jahren Volksschule wechselte Schmidt 1926 an die Herzog-Heinrich-Schule – eine staatliche deutsche Oberschule in Aufbauform – in der Kleinstadt Barby an der Elbe, wo er das Internat der Oberschule besuchte. Möglich wurde sein Schulwechsel durch ein entsprechendes Stipendium, das dem Schüler wegen seiner besonderen Begabung zugesprochen wurde. Schmidt war ein guter Schüler, übersprang die Untertertia (8. Klasse) und engagierte sich in der Oberstufe zunehmend politisch im rechtsnationalen Spektrum.
Schmidt trat als Oberprimaner zum 1. Februar 1931 der NSDAP bei (Mitgliedsnummer 420.853) und wurde zu einem nicht genau bekannten Zeitpunkt im gleichen Jahr Mitglied der SA. Aus nicht näher benannten disziplinarischen Gründen wurde Schmidt noch vor dem Abitur von der Schule verwiesen. Vermutlich kam hierbei das von der zuständigen Schulaufsichtsbehörde, dem Provinzialschulkollegium Sachsen, seit dem 11. April 1930 für Schüler ausgesprochene Verbot der Betätigung für die NSDAP und ihre Organisationen zur Anwendung, das für diesen Fall Erziehungsmaßnahmen vorsah. Schmidt konnte aber sein Abitur noch im selben Jahr vor einem Prüfungsgremium am Domgymnasium Magdeburg nachholen, wobei er in allen 14 Fächern geprüft wurde, in den Fächern Deutsch und Geschichte mit der Note „sehr gut“ als Ergebnis.

## Studium als NS-Aktivist
Ab dem Sommersemester 1931 studierte Schmidt Psychologie an der Christian-Albrechts-Universität zu Kiel. Er wurde Leiter des dortigen „Kampfausschusses wider den undeutschen Geist“. Diese „Kampfausschüsse“ agitierten als Speerspitze der Deutschen Studentenschaft gegen „jüdischen Intellektualismus“. Die „Aktion wider den undeutschen Geist“ bereitete die Bücherverbrennungen einen Monat später vor. Folglich trat er am 10. Mai 1933 als studentischer Redner bei der Bücherverbrennung in Kiel auf. In seiner Dissertation zur Rolle der Studenten an der Uni Kiel im Nationalsozialismus bezeichnet ihn Martin Göllnitz als „Scharfmacher und Propagandist[en]“ dieser Aktion. Zudem verlangte Schmidt als Vertreter der Freien Kieler Studentenschaft schon am 4. Februar 1933, wenige Tage nach dem Regierungsantritt Hitlers, vom Rektor der Universität August Skalweit, „eine testatfähige Vorlesung für Hörer aller Fakultäten über Kriegsgeschichte und Wehrpolitik […] als sittlichen, gesundheitlichen und politischen Faktor für Volk und Einzelnen“ einzurichten. Tatsächlich wurde dann neun Tage später die Einrichtung einer solchen „testatfähigen Vorlesung über Wehrpolitik und Kriegswissenschaft“ für das folgende Sommersemester 1933 beschlossen.
Schmidt hatte verschiedene Positionen im Nationalsozialistischen Deutschen Studentenbund inne und übernahm 1935/36 kommissarisch das Amt des Gaustudentenführers von Schleswig-Holstein. Während seines Studiums trat er 1931 der Kieler Burschenschaft Arminia im ADB bei. 1934 und wieder 1950 wurde er Mitglied der Hamburger Burschenschaft Hansea. 1936 wurde Schmidt in Kiel mit seiner Dissertationsschrift Beiträge zur Lehre von Bedeutungsbildern in den indogermanischen Sprachen bei Johannes Wittmann, Direktor des Psychologischen Instituts der Universität Kiel, zum Dr. phil. promoviert und war dort wissenschaftlicher Assistent.

## Karriere im Auswärtigen Amt
Am Psychologischen Institut der Universität Kiel hatte Schmidt auch Karlfried Graf Dürckheim kennengelernt, der ihn noch 1936 in die Dienststelle Ribbentrop holte. Schmidt arbeitete zunächst in der sogenannten „Materialstelle“, die Informationen für Ribbentrop zusammenstellte. 1938 wurde Schmidt Mitglied der SS (SS-Nr. 308.263) und kam als Legationsrat II. Klasse in die Presse- und Nachrichtenabteilung des Auswärtigen Amts (AA). Dabei löste er kurzfristig Rudolf Likus als Pressereferent Ribbentrops ab, durch den sich Ribbentrop während der Konferenz von München nicht ausreichend über die ausländische Presse informiert fühlte. Schmidt erhielt außerdem den Auftrag, eine „Nachrichtenbeschaffungsstelle“ für den Minister aufzubauen. Tatsächlich baute er die Presseabteilung des Auswärtigen Amts in den Jahren 1939/40 im In- und Ausland erheblich aus. In der SS stieg Schmidt bereits 1940 zum Obersturmbannführer auf. Im selben Jahr wurde er als Pressesprecher für Außenminister Joachim von Ribbentrop und Gesandter I. Klasse Leiter der Nachrichten- und Presseabteilung im Auswärtigen Amt. Am 10. Oktober 1940 wurde Schmidt zum Ministerialdirigenten befördert, im Dezember 1943 stieg er zum Ministerialdirektor auf, dem dritthöchsten Dienstrang nach dem des Staatssekretärs und Unterstaatssekretärs.
Wichtigste Aufgabe Schmidts war die Leitung der täglichen Pressekonferenzen seines Ministeriums. Daher gilt er als einer der wichtigsten Vertreter der NS-Propaganda im Zweiten Weltkrieg. Auch auf die mit 2,5 Millionen Exemplaren auflagenstärkste NS-Propagandazeitschrift Signal hatte er maßgeblichen Einfluss. Trotz aller Konflikte mit Otto Dietrich, dem Reichspressechef Adolf Hitlers, und Goebbels’ Propagandaministerium, mit dem dortigen Pressechef Hans Fritzsche, war Schmidts Einfluss im Bereich der Auslandspropaganda seinen Konkurrenten ebenbürtig.
Schmidt verband persönlichen Antisemitismus mit Streben nach Vorteilsannahme und Karriere. So forderte er in einem Schreiben an Unterstaatssekretär Martin Luther Ende Dezember 1941 diesen auf, beim Generalbauinspektor darauf hinzuwirken, „eine Judenwohnung zugeteilt zu bekommen“, und bat konkret „um Zuweisung einer 9- bis 10-Zimmerwohnung“. Dass Schmidt den Holocaust mit propagandistischen Mitteln rechtfertigte, gilt als gesichert. Dies erfolgte in Zusammenarbeit mit der „Kulturpolitischen Abteilung“, der Franz Six vorstand, und der Referatsgruppe „Inland II“ mit ihrem Leiter Horst Wagner – dem Verbindungsmann zwischen Ribbentrop und Himmler – und dem stellvertretenden Leiter sowie Judenreferenten des Auswärtigen Amtes, dem promovierten Juristen Eberhard von Thadden.
Als die Deportationen slowakischer Juden Ende Juni 1942 von der dortigen Regierung gestoppt wurden, erhöhte die deutsche Seite den Druck auf Ministerpräsident Tuka: „Paul Karl Schmidt, der Sprecher des Auswärtigen Amtes, erklärte derweil in Bratislava der Presse, das Problem der Juden sei ein Problem der politischen Hygiene, das überall zu bekämpfen sei, um den Zerfall des nationalen Organismus zu verhindern.“
Im Mai 1944 erteilte Schmidt Ratschläge, wie man die Deportation und Ermordung ungarischer Juden rechtfertigen könne, um den Vorwurf eines Massenmords nicht aufkommen zu lassen:

„Die geplante Aktion [gegen die Budapester Juden] wird in ihrem Ausmaß im Auslande große Aufmerksamkeit erregen und sicher Anlaß zu einer heftigen Reaktion bilden. Die Gegner werden schreien und von Menschenjagd usw. sprechen und unter Verwendung von Greuelberichten die eigene Stimmung und auch die Stimmung bei den Neutralen aufzuputschen versuchen. Ich möchte deshalb anregen, ob man diesen Dingen nicht vorbeugen sollte dadurch, daß man äußere Anlässe und Begründungen für die Aktion schafft, z. B. Sprengstoffunde in jüdischen Vereinshäusern und Synagogen, Sabotageorganisationen, Umsturzpläne, Überfälle auf Polizisten, Devisenschiebungen großen Stils mit dem Ziele der Untergrabung des ungarischen Währungsgefüges. Der Schlußstein unter eine solche Aktion müßte ein besonders krasser Fall sein, an dem man dann die Großrazzia aufhängt.“

Nationalsozialistische Europapläne propagierte Schmidt in dem Handbuch Europa, für das Außenminister Ribbentrop ein Geleitwort verfasst hatte. Schmidt schrieb dort 1943 über die Achse:

„Wir Nationalsozialisten müssen den europäischen Raum neu ordnen […]. [Europa kann] in der Zukunft nur in der faschistischen und nationalsozialistischen Lebensform leben. […] Nachdem die westlichen liberalistischen Grundsätze ihre Eignung für die Überwindung der europäischen Lebensnöte verloren [haben, stehen die beiden Länder] bei der Gestaltung des europäischen Staatensystems vor einer großen revolutionären Aufgabe.“

## Verhaftung und juristische Folgen
Schmidt wurde am 6. Mai 1945 in Salzburg von amerikanischen Soldaten verhaftet und war annähernd zweieinhalb Jahre in verschiedenen Lagern interniert, u. a. in Dachau und Oberursel. Es blieb lange offen, ob er als Angeklagter oder als Belastungszeuge vor Gericht erscheinen sollte. Noch im August 1947 legte die Anklagebehörde eine Liste mit 16 Namen vor, gegen die Anklage erhoben werden sollte, darunter auch Paul Karl Schmidt. Doch letztlich trat er im Wilhelmstraßen-Prozess als Zeuge der Anklage auf, belastete insbesondere Reichspressechef Otto Dietrich schwer und stellte sich selbst als Verfechter der demokratischen Pressefreiheit dar.
Von 1965 bis 1971 ermittelte die Staatsanwaltschaft Verden wegen Mordes gegen Schmidt. Doch das Ermittlungsverfahren, das seine Verwicklung in die Ermordung ungarischer Juden klären sollte, wurde ergebnislos eingestellt. Somit musste sich Schmidt niemals vor einem Gericht für seine Tätigkeit im NS-Staat verantworten.

## Karriere als Bestsellerautor zum Zweiten Weltkrieg und politischer Publizist
Schmidt lebte nach dem Zweiten Weltkrieg in Scheeßel, wo er von 1958 bis 1974 zweiter Vorsitzender des Schulträgers Schulgenossenschaft Eichenschule eG des privaten Gymnasiums Eichenschule Scheeßel war.
Seit den 1950er Jahren verfasste er Beiträge für die Zeitschrift Kristall, die in einer hohen Auflage erschien. Seine Veröffentlichungen über die Geschichte des Zweiten Weltkrieges in Kristall führten zu einem Eklat. Carola Heldt, die zuständige Redakteurin, erklärte 1959 dem Chefredakteur Joachim Pierre Pabst, dass ein Satz aus einem Artikel über die Landung in der Normandie, bei dem Carell „besonders tief in die Propagandakiste des alten Amtes gegriffen“ (Otto Köhler) habe, nur über ihre Leiche erschiene. Pabst erklärte darauf, Carell werde in Zukunft alle politischen und aktuellen Publikationen bei Kristall kontrollieren. Der Redakteur Fritz Langour verlas Zitate Carells und kündigte. Die Redakteure Carola Heldt, Inge Esterer und Anton Geldner schlossen sich der Kündigung an; es sei „eine Frage der Selbstachtung, sich nicht Schmidts Kontrolle und seinen Sprachregelungen zu unterstellen“. Über den Vorfall berichtete die in- und ausländische Presse. Schmidt wurde daraufhin zwar nach einer offiziellen Verlautbarung des Springer-Verlags „auf eigenen Wunsch von einer weiteren Mitarbeit bei Kristall entbunden“, doch tatsächlich liefen seine Serien dort weiter.
Schmidt verwendete die Pseudonyme Paul Karell, später Paul Carell sowie andernorts P. C. Holm. Für Ende 1952 ortet Lutz Hachmeister ihn bei den Initiatoren einer „Hundertmann-Gruppe“, einer anderen Bezeichnung für den neonationalsozialistischen Naumann-Kreis, der vor allem eine Generalamnestie für Kriegsverbrecher anstrebte. Hier traf er den ehemaligen SS-Führer Six wieder, seinen früheren Abteilungsleiterkollegen im Auswärtigen Amt.
Parallel zum oben genannten Ermittlungsverfahren begann Carells zweite erfolgreiche publizistische Karriere. Er arbeitete als freier Mitarbeiter unter verschiedenen Pseudonymen bei Zeitungen wie Die Welt und Die Zeit (als P. C. Holm). In den 1970er Jahren schrieb er unter dem Pseudonym Vocator politische Kolumnen in der Norddeutschen Rundschau unter deren Chefredakteur Heinz Longerich, dem Vater Peter Longerichs, und im Spiegel. In diesem Nachrichtenmagazin lancierte er schon in einem Artikel am 16. Januar 1957 die These von dem die Nationalsozialisten entlastenden Alleintäter Marinus van der Lubbe beim Reichstagsbrand 1933.
Während die Tätigkeit Schmidts für das Nachrichtenmagazin Der Spiegel eher themenbezogen blieb, galt er als einflussreicher Berater sowohl des Axel Springer Verlags als auch Axel Springers persönlich, den er in sicherheitspolitischen Fragen beriet, für den er als Redenschreiber arbeitete und dessen Sicherheitschef er bis zum Tod des Verlegers war. Als Springers Autor schrieb er von 1958 bis 1979 in der Welt und sogar bis 1991 in Bild, in letzterer z. B. am 13. Dezember 1981 zum „Russlandfeldzug“, „wie es wirklich war“, und am 5. Februar 1991 zum „Golfkrieg“. Programmatisch für die vertretene sicherheitspolitische Linie steht ein Artikel in der Welt am Sonntag vom 21. Oktober 1979. Im Vorfeld der sogenannten NATO-Nachrüstung mit atomaren Mittelstreckenwaffen forderte er dort eine Änderung der Einsatzdoktrin der Bundeswehr in Richtung einer angeblich wünschenswerten präventiven „Vorneverteidigung“. Dieselbe Forderung, ergänzt mit einem Plädoyer für die Neutronenbombe, hatte Schmidt-Carell schon ein Jahr vorher in einem Vortrag vor der Carl Friedrich von Siemens Stiftung gestellt: „Die Lösung des Problems ist die Neutronenwaffe. […] Die notwendige militärische Wirkung erhöht für den Gegner das Risiko des Einsatzes dieser Waffen und erhöht damit die Abschreckung und die militärische Effektivität. Angesichts der unabdingbaren Vorneverteidigung ist also die Neutronenwaffe die fällige, dringend notwendige Modernisierung der taktischen Atomwaffe.“ Schmidt unterhielt auch „gute Kontakte zum BND“ und wurde „1970 vom Auslandsgeheimdienst unter dem Decknamen ‚Schaper‘“ geführt. Laut Mitteilung des Nachrichtenmagazins Der Spiegel vom Juni 2013 bestätigte der BND diesem, dass Schmidt als Informant für den Geheimdienst tätig war. Der Historiker Jost Dülffer attestierte 2015 im Rahmen seiner Untersuchung für die Unabhängige Historikerkommission zur Erforschung der Geschichte des Bundesnachrichtendienstes dessen langjährigem Präsidenten und ehemaligen Generalmajor der Bundeswehr Gerhard Wessel „ein nahes Verhältnis“ zu Schmidt-Carell. Er habe ihn sowohl „als Informanten wie als politischen Ratgeber“ genutzt.
Schmidt war sowohl 1979 Gründungsmitglied des rechtskonservativen Studienzentrums Weikersheim (SWZ) als auch der 1993 geschaffenen Hans-Filbinger-Stiftung, die das SWZ maßgeblich finanziell unterstützte.
Der Erfolg seiner Bücher Unternehmen Barbarossa und Verbrannte Erde, die vorher als Serien in der Zeitschrift Kristall erschienen waren, machte aus Carell den führenden Nachkriegschronisten des Zweiten Weltkriegs am Schauplatz UdSSR. Dabei hatte Carell auf eine der Sichtweise des Generalfeldmarschalls Erich von Manstein entsprechende Kriegsdarstellung geachtet, der in dieser Hinsicht auf ihn eingewirkt hatte. Schmidt-Carell arbeitete bei der Vorbereitung seines Bestsellers Unternehmen Barbarossa, den der Militärhistoriker Jens Westemeier als „wichtigsten publizistischen Beitrag“ bezeichnet, „durch den in den Vorstellungen der breiten Öffentlichkeit das Bild von der ‚sauberen‘ Wehrmacht für Jahrzehnte verankert wurde“, neben Generälen der Wehrmacht auch eng mit SS-Führern zusammen. So hatte unter anderen auch SS-General Otto Kumm Kriegsberichte geliefert, die in Unternehmen Barbarossa zu einer heroischen Kriegsdarstellung verdichtet wurden, die das „Hohelied von Wehrmacht und Waffen-SS“ präsentierte. Im Ullstein Verlag erschien 1980 sein Buch Die Gefangenen über das Schicksal deutscher Kriegsgefangener in der Sowjetunion. Diese Bücher erfuhren in der Bundesrepublik Deutschland ein überwiegend positives Presseecho. So schrieb zum Beispiel Die Welt: „Trägt zum Abbau von Ressentiments zwischen Deutschen und Russen bei […] als Historiker qualifiziert.“ Der Historiker Bodo Scheurig urteilte in der Frankfurter Allgemeinen Zeitung hingegen, dass Carells Darstellung des Russlandfeldzuges jene „verdummt, die zu vergessen geneigt sind[,] und (diejenigen) erbittert, die schwer vergessen können und auf der ganzen Wahrheit bestehen“. Jonathan Littell lässt in seinem auf Fakten beruhenden Roman Die Wohlgesinnten den Ich-Erzähler feststellen, dass Carell ein zweibändiges Werk über den Krieg gegen die Sowjetunion schrieb, ohne ein einziges Mal das Wort „Jude“ zu erwähnen, eine „hervorragende“ historiographische Leistung angesichts der NS-Massenverbrechen in diesem Land; kaum etwas weise deutlicher auf die spätere mentale Verdrängung dieser Verbrechen durch die Deutschen hin als diese Tatsache.
1992 äußerte Carell die vielfach angezweifelte Behauptung, nach der der Ausgang des Zweiten Weltkrieges nach der Schlacht von Stalingrad noch offen gewesen sei. Letztlich habe allein das Versagen Adolf Hitlers die Niederlage Deutschlands im Krieg herbeigeführt. Die Führung der Wehrmacht und herausragende Strategen wie Erich von Manstein hätten ohne diese Einmischung einen Remis-Frieden erzwingen können.
Bis zum Ende seines Lebens leugnete Carell die deutschen Verbrechen an der sowjetischen Bevölkerung. Der Angriff auf die Sowjetunion sei ein Präventivschlag gewesen, um einem bevorstehenden Angriff der Roten Armee zuvorzukommen. Sein letztes Buch, das kurz vor der Fertigstellung stand, hatte, so seine Witwe Ilse (Ille) Schmidt, die Geschichte der Bundeswehr zum Thema. Der Militärhistoriker Detlef Bald hat herausgefunden, dass sich die vom Heeresamt der Bundeswehr herausgegebenen „Hilfen für den Gefechtsdienst“ bis 2009 für die Ausbildung der Kampftruppen an Fallbeispielen des Zweiten Weltkrieges orientierten, indem sie auch Quellen aus Paul Carells Bestseller Verbrannte Erde enthielten. Im Mai 2009 untersagten die Inspekteure des Heeres und der Streitkräftebasis die weitere Nutzung von Texten Paul Carells durch Ausbildungseinrichtungen und Truppenteile.

## Schriften (Auswahl)
- Berlin Rom Tokio. Monatsschrift für die Vertiefung der kulturellen Beziehungen der Völker des weltpolitischen Dreiecks. Als Herausgeber, Verlagsanstalt Ernst Steiniger, 1. Jg., 1939.
- Revolution im Mittelmeer. Der Kampf um den italienischen Lebensraum, Volk und Reich Verlag, Berlin 1940.
- Die Achse als Grundlage des neuen Europa. In: Europa. Handbuch der politischen, wirtschaftlichen und kulturellen Entwicklung des neuen Europa. Hrsg. vom Deutschen Institut für außenpolitische Forschung. Mit einem Geleitwort von Joachim von Ribbentrop. Leipzig 1943, S. 13–15, hier S. 13.
- Gründungsbeschluß und Satzung der Deutschsozialisten (Kampfbund Saar der Strasser-Bewegung) : Saarbrücken, am 15. September 1956. Hrsg. Deutschsozialisten: Mitautoren ua. Werner Diehl, Saarbrücken 1956.
- Die Wüstenfüchse. Tatsachenbericht, Nannen, Hamburg 1958 (jüngste Auflage 2003 bei Herbig, München).
- Findbucheinleitung für den Aktenbestand „Ld. Br. Rep. 73 F Textil, Bekleidung, Leder“ im Brandenburgischen Landeshauptarchiv Potsdam, 1960.
- Sie kommen! Die Invasion der Amerikaner und Briten in der Normandie 1944, Stalling, Oldenburg und Hamburg 1960 (jüngste Auflage 2004).
- Unternehmen Barbarossa. Der Marsch nach Rußland, Ullstein, Frankfurt/Berlin/Wien 1963 (jüngste Auflage 2002).
- Verbrannte Erde. Schlacht zwischen Wolga und Weichsel, Ullstein, Frankfurt/Berlin/Wien 1966 (jüngste Auflage 2002).
- Der Rußlandkrieg. Fotografiert von Soldaten. Der Bildband zu Unternehmen Barbarossa und Verbrannte Erde, Ullstein, Berlin/Frankfurt/Wien 1967.
- Der tabuierte Ernstfall Krieg. In: Der Ernstfall. Schriften der Carl Friedrich von Siemens Stiftung. Hrsg. Anton Peisl, Armin Mohler, Band 2, Frankfurt 1979, S. 74–97.
- Die Gefangenen. Leben und Überleben deutscher Soldaten hinter Stacheldraht. Ullstein, Frankfurt/Berlin/Wien 1980 (jüngste Auflage 2002).
- Der Zweite Weltkrieg. Texte, Bilder, Karten, Dokumente, Chronik, Delphin, München 1985.
- Stalingrad. Sieg und Untergang der 6. Armee, Ullstein, Berlin/Frankfurt 1992 (jüngste Auflage 2003).